# Società Sportiva Lanerossi Vicenza 1984-1985
Questa voce raccoglie le informazioni riguardanti la Società Sportiva Lanerossi Vicenza nelle competizioni ufficiali della stagione 1984-1985.

## Stagione
Il campionato 1984-1985 fu il quarto campionato di fila in cui il Vicenza giocò in Serie C dopo la retrocessione nel 1980-1981.
A fine stagione il Vicenza totalizzò 45 punti concludendo il campionato al secondo posto, ottenendo la promozione in Serie B dopo lo spareggio vinto contro il Piacenza. Successivamente, nel 1986, la validità del risultato dello spareggio, verrà messa in dubbio in seguito allo scandalo calcistico del Totonero-bis.

## Divise e sponsor
Il fornitore di materiale rimase Adidas, mentre lo sponsor commerciale fu 3gima Mobili.
| Casa | Trasferta |

## Rosa
| N. |                   | Ruolo | Calciatore           |
| -- | ----------------- | ----- | -------------------- |
|    | Italia (bandiera) | P     | Claudio Maiani       |
|    | Italia (bandiera) | P     | Massimo Mattiazzo    |
|    | Italia (bandiera) | D     | Paolo Mazzeni        |
|    | Italia (bandiera) | D     | Luigino Pasciullo    |
|    | Italia (bandiera) | D     | Alfonso Bertozzi     |
|    | Italia (bandiera) | D     | Giuseppe Mascheroni  |
|    | Italia (bandiera) | D     | Danio Montani        |
|    | Italia (bandiera) | D     | Giuseppe Pallavicini |
|    | Italia (bandiera) | C     | Eligio Nicolini      |
|    | Italia (bandiera) | C     | Roberto Filippi      |

| N. |                   | Ruolo | Calciatore            |
| -- | ----------------- | ----- | --------------------- |
|    | Italia (bandiera) | C     | Maurizio Schincaglia  |
|    | Italia (bandiera) | C     | Franco Cerilli        |
|    | Italia (bandiera) | C     | Andrea Messersì       |
|    | Italia (bandiera) | C     | Piergiorgio Zanandrea |
|    | Italia (bandiera) | A     | Roberto Baggio        |
|    | Italia (bandiera) | A     | Alberto Briaschi      |
|    | Italia (bandiera) | A     | Paolo Mariani         |
|    | Italia (bandiera) | A     | Antonio Rondon        |
|    | Italia (bandiera) | A     | Maurizio Lucchetti    |

## Risultati

### Serie C1

#### Girone di andata
| 23 settembre 1984 1ª giornata | L.R. Vicenza | 1 – 1 | Piacenza |  |

| 30 settembre 1984 2ª giornata | Rondinella | 1 – 2 | L.R. Vicenza |  |

| 7 ottobre 1984 3ª giornata | L.R. Vicenza | 1 – 0 | Treviso |  |

| 14 ottobre 1984 4ª giornata | SPAL | 2 – 2 | L.R. Vicenza |  |

| 21 ottobre 1984 5ª giornata | L.R. Vicenza | 2 – 2 | Modena |  |

| 28 ottobre 1984 6ª giornata | Ancona | 1 – 1 | L.R. Vicenza |  |

| 1 novembre 1984 7ª giornata | Reggiana | 2 – 2 | L.R. Vicenza |  |

| 11 novembre 1984 8ª giornata | L.R. Vicenza | 0 – 0 | Jesi |  |

| 18 novembre 1984 9ª giornata | Pistoiese | 0 – 2 | L.R. Vicenza |  |

| 25 novembre 1984 10ª giornata | L.R. Vicenza | 0 – 0 | Sanremese |  |

| 2 dicembre 1984 11ª giornata | Livorno | 0 – 0 | L.R. Vicenza |  |

| 9 dicembre 1984 12ª giornata | L.R. Vicenza | 3 – 0 | Rimini |  |

| 16 dicembre 1984 13ª giornata | Asti TSC | 0 – 0 | L.R. Vicenza |  |

| 23 dicembre 1984 14ª giornata | L.R. Vicenza | 1 – 1 | Legnano |  |

| 6 gennaio 1985 15ª giornata | Brescia | 3 – 1 | L.R. Vicenza |  |

| 13 gennaio 1985 16ª giornata | L.R. Vicenza | 2 – 1 | Pavia |  |

| 20 gennaio 1985 17ª giornata | Carrarese | 4 – 4 | L.R. Vicenza |  |

#### Girone di ritorno
| 3 febbraio 1985 18ª giornata | Piacenza | 1 – 1 | L.R. Vicenza |  |

| 10 febbraio 1985 19ª giornata | L.R. Vicenza | 1 – 0 | Rondinella |  |

| 17 febbraio 1985 20ª giornata | Treviso | 0 – 2 | L.R. Vicenza |  |

| 24 febbraio 1985 21ª giornata | L.R. Vicenza | 0 – 1 | SPAL |  |

| 3 marzo 1985 22ª giornata | Modena | 0 – 0 | L.R. Vicenza |  |

| 10 marzo 1985 23ª giornata | L.R. Vicenza | 1 – 0 | Ancona |  |

| 17 marzo 1985 24ª giornata | L.R. Vicenza | 3 – 0 | Reggiana |  |

| 24 marzo 1985 25ª giornata | Jesi | 0 – 0 | L.R. Vicenza |  |

| 6 aprile 1985 26ª giornata | L.R. Vicenza | 3 – 0 | Pistoiese |  |

| 14 aprile 1985 27ª giornata | Sanremese | 0 – 0 | L.R. Vicenza |  |

| 21 aprile 1985 28ª giornata | L.R. Vicenza | 3 – 0 | Livorno |  |

| 5 maggio 1985 29ª giornata | Rimini | 2 – 1 | L.R. Vicenza |  |

| 12 maggio 1985 30ª giornata | L.R. Vicenza | 3 – 0 | Asti TSC |  |

| 19 maggio 1985 31ª giornata | Legnano | 0 – 1 | L.R. Vicenza |  |

| 26 maggio 1985 32ª giornata | L.R. Vicenza | 1 – 1 | Brescia |  |

| 2 giugno 1985 33ª giornata | Pavia | 0 – 0 | L.R. Vicenza |  |

| 9 giugno 1985 34ª giornata | L.R. Vicenza | 3 – 0 | Carrarese |  |

#### Spareggio promozione
| Arbitro: | Amendolia (Messina) |

|                                       |           |           |
| Cerilli 63’ Rondon 94’ Mascheroni 96’ | Marcatori | 77’ Carlo |

### Coppa Italia

#### Fase a gironi
| Arbitro: | Pirandola (Lecce) |

|                            |           |  |
| Messersì 14’ Lucchetti 87’ | Marcatori |  |

| Arbitro: | Greco (Lecce) |

|                                                                   |           |                                 |
| Calonaci 5’ Bertozzi 6’ (aut.) Della Scala 19’ Cinello 70’ (rig.) | Marcatori | 21’ Lucchetti 81’ (rig.) Baggio |

| Vicenza 29 agosto 1984, ore 20:45 CEST 3ª giornata | L.R. Vicenza              | 0 – 0 referto | Torino | Stadio Romeo Menti\| Arbitro: \| Pezzella (Frattamaggiore) \| |
| Arbitro:                                           | Pezzella (Frattamaggiore) |               |        |                                                               |

| Arbitro: | Da Pozzo (Monza) |

|                   |           |              |
| Baggio 90’ (rig.) | Marcatori | 23’ Cozzella |

| Arbitro: | Bruschini (Firenze) |

|                              |           |              |
| Ambu 51’ (rig.) Pagliari 78’ | Marcatori | 57’ Nicolini |

### Coppa Italia Serie C

#### Fase finale
| Mestre 16 gennaio 1985 Sedicesimi di finale - andata | Mestre | 1 – 3 | L.R. Vicenza |  |

| Vicenza 30 gennaio 26 agosto 1985 Sedicesimi di finale - ritorno | L.R. Vicenza | 2 – 1 | Mestre | Stadio Romeo Menti |

| Ospitaletto 20 febbraio 1985 Ottavi di finale - andata | Ospitaletto | 4 – 2 | L.R. Vicenza |  |

| Vicenza 6 marzo 1985 Ottavi di finale - ritorno | L.R. Vicenza | 0 – 2 | Ospitaletto | Stadio Romeo Menti |

## Statistiche

### Statistiche di squadra
| Competizione         | Punti | In casa | In casa | In casa | In casa | In casa | In casa | In trasferta | In trasferta | In trasferta | In trasferta | In trasferta | In trasferta | Totale | Totale | Totale | Totale | Totale | Totale | DR  |
| Competizione         | Punti | G       | V       | N       | P       | Gf      | Gs      | G            | V            | N            | P            | Gf           | Gs           | G      | V      | N      | P      | Gf     | Gs     | DR  |
| -------------------- | ----- | ------- | ------- | ------- | ------- | ------- | ------- | ------------ | ------------ | ------------ | ------------ | ------------ | ------------ | ------ | ------ | ------ | ------ | ------ | ------ | --- |
| Serie C1             | 45    | 17      | 10      | 6       | 1       | 28      | 7       | 17           | 4            | 11           | 2            | 19           | 16           | 34     | 14     | 17     | 3      | 47     | 23     | +24 |
| Coppa Italia         | -     | 3       | 1       | 2       | 0       | 3       | 1       | 2            | 0            | 0            | 2            | 3            | 6            | 5      | 1      | 2      | 2      | 6      | 7      | -1  |
| Coppa Italia Serie C | -     | 2       | 1       | 0       | 1       | 2       | 3       | 2            | 1            | 0            | 1            | 5            | 5            | 4      | 2      | 0      | 2      | 7      | 8      | -1  |
| Totale               | 45    | 22      | 12      | 8       | 2       | 33      | 11      | 21           | 5            | 11           | 5            | 27           | 27           | 43     | 17     | 19     | 7      | 60     | 38     | +22 |